# Loudetia annua
Loudetia annua är en gräsart som först beskrevs av Otto Stapf, och fick sitt nu gällande namn av Charles Edward Hubbard. Loudetia annua ingår i släktet Loudetia och familjen gräs. Inga underarter finns listade i Catalogue of Life.